# 埃羅·阿尼奧
埃羅·阿尼奧（芬蘭語：Eero Aarnio，1932年7月21日—）是一名芬蘭室內設計師，因其在1960年代的創新家具設計而知名，例如他的塑料與玻璃纖維材質椅。

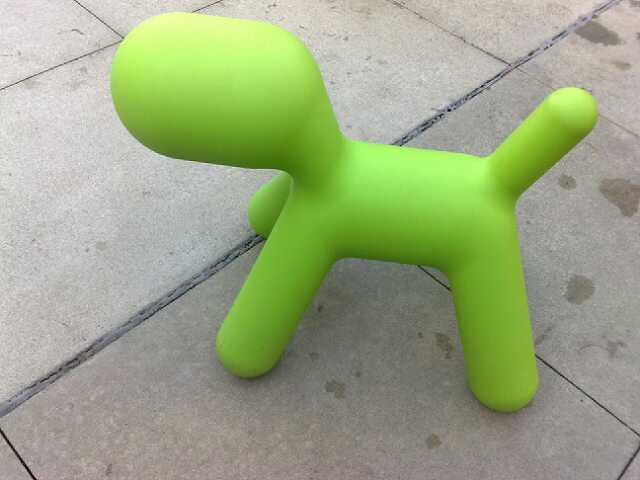
埃羅·阿尼奧在Googleplex設計的小狗玩具，2008年

阿尼奧在赫爾辛基的藝術設計學院學習，並於1962年開始經營自己的辦公室。第二年，他推出了他的球椅，這是一個架上的空心球體，一邊開放，可以讓人坐在裡面。球椅於1966年在科隆家具展的Asko展台上被介紹給國際公眾。類似的泡泡椅是透明的，從上面懸掛著。其他創新設計包括他的帕斯蒂爾椅（一種類似豆袋的模製扶手椅）與番茄椅（一種在三個支撐球體之間模製的座椅）。他的螺絲桌，顧名思義，外觀就像一顆打入地下的平頭螺絲。他在1968年獲得美國工業設計獎。
阿尼奧的設計是1960年代流行文化的一個重要層面，經常可以看到他的設計出現在當時科幻電影中的部分場景中。由於他的設計使用非常簡單的幾何形式，因此是此類產品中的理想選擇。阿尼奧繼續創造新的設計，包括兒童的家具與玩具。阿尼奧在赫爾辛基開設了他的官方網路商店和第一個埃羅·阿尼奧設計展廳。在那裡可以找到阿尼奧的最新設計、原型和最新消息。許多阿尼奧的原創設計目前由2016年成立的Aarnio Originals所生產。
在久保帶人的漫畫系列《BLEACH》中，角色亞羅尼洛·艾魯魯耶利（Aaroniero Arruruerie）即是以埃羅·阿尼奧所命名。

## 外部連結
- 埃羅·阿尼奧在FinnishDesign.com上的簡介 （页面存档备份，存于）
- 埃羅·阿尼奧的官方網站 （页面存档备份，存于）